# Vattendrag i Belarus
Belarus är en östeuropeisk inlandsstat som har ett stort antal vattenförekomster. De stora vattendragen delas med sina grannar. De flesta av dessa vattendrag har avrinningsområden som mynnar ut i Östersjön och Svarta havet. Vattendragen har gett upphov till en hög biodiversitet, och är viktiga för landets kulturella och nationella arv. De är även viktiga för de omgivande samhällenas vattenanvändning.

## Längsta floderna
| Namn         | Total längd (km) | I Belarus (km) |
| ------------ | ---------------- | -------------- |
| Dnepr        | 2145             | 690            |
| Daugava      | 1020             | 328            |
| Njemen       | 937              | 459            |
| Västra Bug   | 831              | 169            |
| Prypjat      | 761              | 495            |
| Sozj         | 648              | 493            |
| Berezina     | 613              | 613            |
| Neris/Vilija | 510              | 276            |
| Ptsitj       | 421              | 421            |
| Stjara       | 325              | 325            |
| Svislach     | 297              | 297            |